# Eastergate
Eastergate är en ort i civil parish Barnham and Eastergate, i distriktet Arun, Storbritannien. Den ligger i grevskapet West Sussex och riksdelen England, i den södra delen av landet, 80 km söder om huvudstaden London. Eastergate var en civil parish fram till 2019 när blev den en del av Barnham & Eastergate. Civil parish hade 3 417 invånare år 2011. Byn nämndes i Domedagsboken (Domesday Book) år 1086, och kallades då Gate.